# Caupolicana nigrescens
Caupolicana nigrescens är en biart som först beskrevs av Cresson 1869.  Caupolicana nigrescens ingår i släktet Caupolicana och familjen korttungebin. Inga underarter finns listade.